# اهل مربع
اهل مربع (به فرانسوی: Hel Merbaa) یک شهرک در مراکش است که در استان فقیه بن صالح واقع شده‌است. اهل مربع ۱۲٬۶۱۴ نفر جمعیت دارد.